# الإجهاض في فنلندا
الإجهاض في فنلندا قانوني ومجاني في ظل مجموعة واسعة من الظروف. وفقًا للمعايير الدولية, فإن الجدل السياسي معتدل, ونسبة حدوثه منخفضة.

## إطار قانوني
وفقًا للقانون, تتطلب الموافقة على الإجهاض توقيع طبيب واحد على الأقل (وفي بعض الحالات, اثنان), وفي بعض الحالات إذن إضافي من هيئة الإشراف الوطنية للرعاية والصحة (Valvira). لذا فإن الإجهاض رسميًا ليس قانونيًا عند الطلب, ولكن في الواقع, تحصل أي امرأة حامل على عملية إجهاض تطلب ذلك قبل الأسبوع الثاني عشر من الحمل.
يكفي توقيع طبيب واحد في حالة الإنهاء قبل الأسبوع الثاني عشر عندما يكون عمر المتقدم أقل من 17 عامًا أو قد تجاوز عيد ميلاده الأربعين, أو إذا كان مقدم الطلب قد أنجب بالفعل 4 أطفال أو أكثر, بغض النظر عن العمر. خلاف ذلك مطلوب توقيع طبيبين. أسباب الموافقة هي الضائقة الجسدية أو العقلية المحتملة إذا استمر الحمل ؛ أو إذا نشأ الحمل عن جريمة خطيرة (مثل الاغتصاب أو سفاح القربى) أو إذا كان مرض أحد الوالدين يجعل من الصعب توفير تنشئة طبيعية للطفل. يجب الرجوع إلى Valvira للمراجعة واتخاذ القرار في جميع الحالات بين 13-20 أسبوعًا ؛ أو عندما تكون هناك أسباب تدل على أن الجنين غير طبيعي (في هذه الحالة يتم تمديد الأسبوع العشرين إلى 24 أسبوعًا) ؛ أو في أي حالة يكون فيها الطبيب قد أصدر قرارًا سلبيًا. أكثر من 20 أسبوعًا, يعد تهديد الحياة الجسدية للأم هو السبب الصحيح الوحيد لإنهاء الحمل.

## تاريخ
في فنلندا, كان الإجهاض غير قانوني حتى عام 1950, عندما أقر البرلمان الفنلندي عمليات الإجهاض للحفاظ على الصحة الجسدية أو العقلية للمرأة, إذا كانت المرأة أقل من 16 عامًا, أو إذا كان الجنين قد يكون مشوهًا, أو تعرضت المرأة للاغتصاب. تحت ضغط من حركة تحرير المرأة والافتتاحيات الداعمة من معظم الصحف الوطنية, تم تحرير القانون الفنلندي سمح قانون 1970 بالإجهاض حتى 16 أسبوعًا من الحمل لأسباب اجتماعية واقتصادية واسعة, إذا كانت المرأة أصغر من 17 عامًا, أو إذا كانت المرأة أكبر من 40 عامًا, أو إذا كانت المرأة قد أنجبت بالفعل أربعة أطفال, أو إذا كان أحد الوالدين على الأقل سيفعل ذلك. عدم القدرة على تربية الطفل بسبب مرض أو اضطراب عقلي.
تم تخفيض هذا الحد الزمني من 16 إلى 12 أسبوعًا في عام 1979. كما سمح قانون 1970 بالإجهاض لمدة تصل إلى 20 أسبوعًا من الحمل في حالة حدوث تشوه في الجنين أو تهديد جسدي لصحة المرأة. في 1985 مشروع قانون يسمح بالإجهاض تصل إلى 20 أسبوعا من الحمل للفتيات القاصرات وحتى الأسبوع 24 إذا كان بزل السلى أو الموجات فوق الصوتية وجدت خطير ضعف في الجنين.
في عام 2008, كان هناك 10423 عملية إجهاض في فنلندا. حدث انخفاض تدريجي في عمليات الإجهاض بمرور الوقت, ويعزى ذلك إلى حد كبير إلى انخفاض في الفئة العمرية أقل من 20 عامًا اعتبارًا من 2010 بلغ معدل الإجهاض 10.4 حالة إجهاض لكل 1,000 امرأة تتراوح أعمارهن بين 15 و 44 عامًا.
يتم تقديم عمليات الإجهاض بالمجان في المستشفيات العامة. من غير القانوني إجراء عمليات الإجهاض في العيادات الخاصة, على الرغم من تمكين الأطباء من إجراء عمليات الإجهاض خارج المستشفيات في حالات الطوارئ. لا تزال حالات الإجهاض غير القانوني نادرة جدًا, نظرًا لعمومية الشروط المحددة في القانون, في الممارسة العملية, يمكن للمرأة الحصول على الإجهاض تحت أي ظرف تقريبًا.
كان الجدل السياسي منذ قانون 1970 معتدلاً. يصدر أعضاء البرلمان من الأحزاب اليمينية, ولا سيما حزب الفنلنديون الحقيقيون, بشكل دوري بيانات تندد بالإجهاض باعتباره «غير أخلاقي». ومع ذلك, لم تكن هناك حملة سياسية مركزة لتقييد الإجهاض بشكل كبير منذ تقنينه.